# Nkokom
Nkokom est un village du département du Nkam au Cameroun. Situé dans l'arrondissement de Yabassi, il est localisé sur la route qui relie Yabassi à Loum, à 18 km de Yabassi. 

## Population et environnement
En 1967, le village de Nkokom avait 164 habitants, essentiellement des Bassa. La population de Nkokom était de 116 habitants dont 56 hommes et 60 femmes, lors du recensement de 2005. 